# August Jensen
August Jensen (Bodø, 29 agosto 1991) è un ex ciclista su strada norvegese, attivo in formazioni UCI dal 2013 al 2023, ha vinto una tappa all'Arctic Race of Norway 2017.

## Palmarès

### Strada
- 2012 (due vittorie)

Campionati norvegesi, Prova in linea Under-23
2ª tappa Tour of Jamtland (Vemdalen > Åre)
- 2015 (Coop-Øster Hus, cinque vittorie)

2ª tappa Circuit des Plages Vendéennes (Fontenay-le-Comte > Fontenay-le-Comte)
4ª tappa Circuit des Plages Vendéennes (Nieul-le-Dolent > Nieul-le-Dolent)
Classifica generale Circuit des Plages Vendéennes
4ª tappa Kreiz Breizh Elites (Plouguernével > Rostrenen)
Classifica generale Kreiz Breizh Elites
- 2016 (Coop-Øster Hus, due vittorie)

1ª tappa Gran Prémio Liberty Seguros (Vila Nova de Cacela > Vila Nova de Cacela)
Classifica generale Gran Prémio Liberty Seguros
- 2017 (Team Coop, quattro vittorie)

5ª tappa Tour du Loir-et-Cher (Blois > Blois)
3ª tappa Oberösterreichrundfahrt (Eferding > Aigen-Schlägl)
4ª tappa Oberösterreichrundfahrt (Traun > Ternberg)
3ª tappa Arctic Race of Norway (Lyngseidet > Finnvikdalen)

#### Altri successi
- 2014 (Øster Hus-Ridley)

Classifica scalatori Kreiz Breizh Elites
Classifica scalatori Arctic Race of Norway
- 2015 (Coop-Øster Hus)

Classifica scalatori Arctic Race of Norway
- 2017 (Team Coop)

Classifica a punti Oberösterreichrundfahrt
Classifica a punti Kreiz Breizh Elites

## Piazzamenti

### Classiche monumento
- Milano-Sanremo

2018: 45º
- Parigi-Roubaix

2021: ritirato

### Competizioni mondiali
- Campionati del mondo su strada

Valkenburg 2012 - In linea Under-23: 116º
Bergen 2017 - In linea Elite: ritirato

### Competizioni europee
- Campionati europei

Goes 2012 - In linea Under-23: 79º
Herning 2017 - In linea Elite: 115º
Glasgow 2018 - In linea Elite: ritirato
- Giochi europei

Minsk 2019 - In linea: 19º